# Virgo (album)
Pour les articles homonymes, voir Virgo.
Virgo est le premier album du projet mené par Andre Matos, le chanteur du groupe brésilien de heavy metal Angra et Sascha Paeth, ex-guitariste du groupe allemand Heaven's Gate et producteur de renom.

## L'album
Longtemps annoncé comme un projet solo d'Andre Matos, l'album sort finalement en tant que projet du duo Matos / Paeth. Les morceaux composés par les deux musiciens s'éloignent de leur style speed metal habituel et lorgnent du côté d'un rock / hard rock très influencé par Queen.
Peu de temps après la sortie de l'album, Andre Matos quitte Angra et fonde le groupe Shaman.

## Liste des morceaux
1. "To Be" – 06:04
2. "Crazy Me ?" – 04:08
3. "Take Me Home" – 06:09
4. "Baby Doll" – 03:30
5. "No Need To Have An Answer" – 04:42
6. "Discovery" – 03:37
7. "Street Of Babylon" – 06:12
8. "River" – 03:51
9. "Blowing Away" – 03:45
10. "I Want You To Know" – 03:34
11. "Fiction" – 03:52

- "Baby Doll" (bonus vidéo)

## Formation
- Andre Matos (chant et piano)
- Sascha Paeth (guitare, basse et chœurs)
- Amanda Somerville (chœurs)
- Robert Hunecke Rizzo (batterie)
- Olaf Reitmeier (basse)
- Michael "Miro" Rodenberger (claviers)